# 松山まどんな病院
松山まどんな病院（まつやままどんなびょういん）は、愛媛県松山市喜与町にある社会医療法人真泉会が運営。

## 沿革
- 1936年（昭和11年）3月26日 - 松山郵便局　松山逓信診療所として開設。
- 1944年（昭和19年）4月1日 - 松山逓信病院設置。
- 1944年（昭和19年）6月1日 - 松山市北代町に移転。西堀端に分院設置。
- 1945年（昭和20年）7月26日 - 西堀端分院、戦災により消失。
- 1950年（昭和25年）10月5日 - 松山市喜与町（現在地）に移転。
- 1952年（昭和27年）11月1日 - 日本電信電話公社に移管。四国電気通信局の付属機関となる。
- 1960年（昭和35年）7月1日 - 産科病棟を増築。
- 1971年（昭和46年）1月8日 - 増改築で病床が60床となる。
- 1985年（昭和60年）4月1日 - 公社の民営化に伴い日本電信電話株式会社に移行。NTT松山病院に改称。
- 1999年（平成11年）7月1日 - 会社再編に伴い西日本電信電話株式会社に移行。NTT西日本松山病院に改称。
- 2020年（令和2年）12月10日 - 今治第一病院を運営する社会医療法人真泉会に譲渡。2021年（令和3年）2月1日から松山まどんな病院に改称[1]。

## 診療科目
- 内科
- 小児科
- 外科
- 整形外科
- 産婦人科
- 麻酔科
- 放射線科

## 交通アクセス
- 伊予鉄道城南線（環状線） 警察署前停留場より徒歩で約3分。
- 駐車場：90台分収容可能。